# Čavkići
Čavkići so nekdanje naselje v mestu Bihać, Bosna in Hercegovina, od leta 1991. del naselja Bihać.  

## Prebivalstvo
| Pregled števila prebivalcev po letih | Pregled števila prebivalcev po letih | Pregled števila prebivalcev po letih | Pregled števila prebivalcev po letih | Pregled števila prebivalcev po letih |
| ------------------------------------ | ------------------------------------ | ------------------------------------ | ------------------------------------ | ------------------------------------ |
| 1948                                 | 1953                                 | 1961                                 | 1971                                 | 1981                                 |
| -                                    | -                                    | -                                    | 972                                  | 956                                  |

| Narodna sestava prebivalstva po letih                                                                                      | Narodna sestava prebivalstva po letih                                                                                       | Narodna sestava prebivalstva po letih |
| --- | --- | ------------------------------------- |
| 1971 | 1981 |                                       |
| . skupaj: 972 Muslimani 962 (98,97 %) Hrvati 1 (0,10 %) Srbi 0 (0,00 %) Jugoslovani 0 (0,00 %) drugi in neznano 9 (0,92 %) | . skupaj: 956 Muslimani 942 (98,53 %) Hrvati 1 (0,10 %) Srbi 1 (0,10 %) Jugoslovani 11 (1,15 %) drugi in neznano 1 (0,10 %) |                                       |